# Воинское кладбище польских солдат в Кривичах
Воинское кладбище польских солдат в г.п. Кривичи (Мядельский район, Минская область, Белоруссия) — воинское захоронение № 6859 «Воинское кладбище польских солдат» расположено в северной части кладбища «Котлянка» в г.п. Кривичи.
На могилах установлены бетонные кресты с фамилиями и именами на польском языке солдат, погибших в годы советско-польской войны 1919—1921 гг. Количество захороненных — 83 военнослужащих. В центре кладбища есть обелиск, на котором высечена надпись: «BOHATERSKIM • OBROŃCOM • OJCZYZNY • 1918—1920» («Героическим защитникам Родины»).

## Список захороненных солдат
1. Бартечка Игнацы (ряд. 69 п.п. 9.VII. 1920)
2. Бедынский Франц
3. Блажун Людвиг
4. Богданович Л.
5. Валигурский Станислав (ряд. 68 п.п. 28.V. 1920)
6. Васицкий Антоний (ряд. 68 п.п. 28.V. 1920)
7. Вольчинский Ян
8. Вуйцик Юзеф (ряд. 5 п.п.лег. 8.VII. 1919)
9. Высоцкий Ян
10. Гстровский Франц
11. Дюрла Стефан (ряд. 68 п.п. 28.V. 1920)
12. Заяц Стефан
13. Зарабальский Ян
14. Зафиш Мечислав
15. Издебский Александр (ряд. 5 п.п.лег. 8.VII. 1919)
16. Качмарек Франц
17. Ковальски Валентин (ст. ряд. 69 п.п. 29.VII. 1920)
18. Крысяк Антоний (ряд. 69 п.п. 15.VII. 1920)
19. Кубяк Станислав (ст. ряд. бронепоезд «Борута» 25.V. 1920)
20. Куницкий Франц (--- 68 п.п. 28.V. 1920)
21. Куртек Станислав
22. Лабенский Франц
23. Магдо Адам (--- 5 п.п.лег. 9.VIII. 1919)
24. Малаховский Андрей (ст. ряд. 69 п.п. 5.VI. 1920)
25. Малаховский Ян
26. Матилевский М.
27. Новак Валентин
28. Перначиньский Ян (ряд. 17 komp. tlgr. (?) 25.V. 1920)
29. Пфейфер
30. Рыкальский Болеслав (ряд. 20 п.п. 24.V. 1920)
31. Салак Станислав (ряд. 20 п.п. 24.V. 1920)
32. Скелиньский Леон (ряд. 67 п.п. 2.VI. 1920)
33. Скорупский Адам (капрал 68 п.п. 1.VI. 1920)
34. Скрипчак Ян (ряд. 69 п.п. 26.V. 1920)
35. Скрипчак Роман (серж. 69 п.п. 26.V. 1920)
36. Собецкий Франц (капрал 68 п.п. 31.V. 1920)
37. Субель Ян (ряд. 12 п.п. 4.VI. 1920)
38. Урлевич Станислав
39. Шварц Леопольд
40. Шуберт Леон (ряд. 69 п.п. 26.V. 1920)
41. Шумалко Станислав
42. Шыманьский Казимир (ряд. 68 п.п. 8.VII. 1920)
43. Янковяк Йозеф
44. Якубович Франц

## Воспоминания местных жителей
Из воспоминаний за 1918—1920 года В. Селицкого:
«Когда грянула революция, то говорили, что наступила „свобода“, разбирали склады в Будславе […]. Красная Армия шла на Варшаву с Докшиц в направлении Вилейки. Очень много отрядов шло шоссе на Долгиново, шли также через Никулино, Кривичи и другие местности. Говорили, что уже недалеко конец панскому господству, что сейчас добудем Варшаву […]. Затем были стычки польских патрулей с красными казаками […]. Захоронения погибших польских солдат с 1920 года есть в Долгинове и Кривичах».
Из воспоминаний Владислава Эймонта:
«Кладбище Неизвестного Солдата в Кривичах находятся за местечком рядом с речкой Котлянка. Создано оно после войны. Свозили сюда эксгумированные останки солдат с различных одиноких могил из окрестностей местечка. Территория огорожена, на могилах поставлены одинаковые надмогильные плиты с крестами. В середине поставлен обелиск, составленный из стилизованных крестов, наклоненных к себе. В 1933 году (а может в 1934) произошло торжественное освящение кладбища. Прибыли делегации со знаменосцами родных полков погибших солдат. Был большой военный оркестр. Торжества проходили весь день. Был общий обед. Показали патриотическую пьесу, которую режиссировал местный доктор Станислав Колосовский. За кладбищем ухаживала молодежь различных вероисповеданий».